# Акт помсти
«Акт помсти» (англ. Acts of Violence) — канадський кримінальний бойовик. Наречену колишнього військового викрадають і чоловік докладає зусиль, щоб врятувати кохану. Його дії привертають увагу детектива, який тепер отримав можливість покарати злочинців.

## Сюжет
Роман працює лікарем швидкої допомоги. Він планує одружитися зі своєю дівчиною Мією. На вечері брат Романа Брендон з дружиною дарують майбутньому подружжю велику суму грошей на медовий місяць. Того ж дня наречений йде з братами в клуб, а Мія проводила дівич-вечір із подругами. До її компанії почали чіплятися Френк і Вінс — помічники Макса, який володіє кількома притонами в місті. Винуватиця урочистостей проганяє залицяльників, хоча подруги засуджують її. Невдовзі двоє нових знайомих викрадають незговірливу Мію. Роман запідозрює неладне.
Деклан відстежує місце, де має знаходитись Мія. В будинку знаходять кілька заручниць. Детектив Ейвері, який прибув на місце, із розмови дає зрозуміти про малу імовірність зустрічі з Мією. Брати починають самостійні пошуки. Стриптизерка Гейлі розповідає подробиці вечора та часті викрадення жінок біля клубів.
Мія робить спробу втекти та її помічають. Макс лютує, що викрали дівчину неподалік місця, де за його бізнесом пильнує поліція. Він вбиває Френка, поклавши зброю в руку Мії. Ватажок наказує перевезти жінок. Брати вистежують Вінса з спільниками та вбивають їх. Вінс отямлюється та здає Лівінгтона. Вони йдуть в депо, вбиваючи всіх на своєму шляху, але Мія вже втекла. Ейворі пояснює, що Макс уклав угоду з ФБР і нарковідділом, тому його неможливо притягнути до відповідальності.
Мак-Грегори чинять самосуд над Лівінгтоном і його помічниками, врятувавши заручниць. Поліцейські відвозять кримінальних злочинців, але коли брати з Мією повертаються додому на них нападає Макс зі своїми людьми. В перестрілці вбивають Брендона. Детектив Ейвері здає поліцейський значок та вбиває Макса, який намагався втекти.

## У ролях
| Актор             | Роль               |
| ----------------- | ------------------ |
| Брюс Вілліс       | Джеймс Ейвері      |
| Коул Гаузер       | Деклан Мак-Грегор  |
| Мелісса Болона    | Мія                |
| Ештон Голмс       | Роман Мак-Грегор   |
| Майк Еппс         | Макс Лівінгтон     |
| Шон Ешмор         | Брендон Мак-Грегор |
| Софія Буш         | Брук Бейкер        |
| Шон Броснан       | Вінс               |
| Бойд Кестнер      | Стівенс            |
| Ротімі            | Френк              |
| Патрік Ст. Еспріт | Гемленд            |
| Тіффані Броувер   | Джесса Мак-Грегор  |
| Дженна Б. Келлі   | Гейлі              |
| Кайл Стефанскі    | Девіс              |

## Створення фільму

### Виробництво
Основні зйомки почались у березні 2017 року в Клівленді.

### Знімальна група
- Кінорежисер —
- Сценарист — Ніколас Аарон Меццанотте
- Кінопродюсери — Ентоні Каллі, Рендал Емметт, Джордж Фурла, Марк Стюарт
- Композитор — Джеймс Т. Сейл
- Кінооператор — Едд Лукас
- Кіномонтаж — Раян Ітон, Фредерік Вордел
- Художник-постановник — Крістен Адамс
- Артдиректор — Мелані Меррілл
- Художник-декоратор — Кассандра ДеАнжеліс
- Художник-костюмер — Стефані Поверс
- Підбір акторів — Ліліан Пілс[2]

## Сприйняття
Фільм отримав негативні відгуки. На сайті Rotten Tomatoes оцінка стрічки становить 0 % на основі 13 відгуків від критиків (середня оцінка 1,8/10) і 31 % від глядачів із середньою оцінкою 2,5/5 (226 голосів). Фільму зарахований «гнилий помідор» від кінокритиків та «розсипаний попкорн» від глядачів, Internet Movie Database — 5,2/10 (5 976 голосів), Metacritic — 28/100 (6 відгуків критиків) і 5,5/10 (11 відгуки від глядачів).